# Nerastria albiciliatus
Nerastria albiciliatus là một loài bướm đêm trong họ Noctuidae.